# Moçambique i olympiska sommarspelen 1980
Moçambique deltog i de olympiska sommarspelen 1980 med en trupp bestående av 14 deltagare, tolv män och två kvinnor, vilka deltog i 16 tävlingar i två sporter. Ingen av landets deltagare erövrade någon medalj.

## Friidrott
Herrarnas 100 meter
- Eduardo Costa
  - Heat — 11.02 (→ gick inte vidare)

Herrarnas 200 meter
- Constantino Reis
  - Heat — startade inte (→ gick inte vidare)

Herrarnas 1 500 meter
- Vicente Santos
  - Heat — 3:58,7 (→ gick inte vidare)

Herrarnas 5 000 meter
- Pedro Mulomo
  - Heat — 15:11,9 (→ gick inte vidare)

Herrarnas 10 000 meter
- Dias Alface
  - Heat — fullföljde inte (→ gick inte vidare)

Herrarnas 110 meter häck
- Abdul Ismail
  - Heat — 15,18 (→ gick inte vidare)

Herrarnas längdhopp
- Stelio Craveirinha
  - Kval — 6,94 m (→ gick inte vidare)

Damernas 800 meter
- Acacia Mate
  - Heat — 2:19,7 (→ gick inte vidare)

Damernas diskuskastning
- Oliveira Ludovina
  - Kval — ingen notering (→ gick inte vidare)